# Khomas
Khomas je jedna od trinaest regija u Namibiji. Središte je grad Windhoek.

## Politika
Khomas je podijeljen u 9 izbornih jedinica:
1. Tobias Hainyeko
2. Garoëb
3. Samora Machel
4. Katutura Central
5. Katatura East
6. Khomasdal North
7. Windhoek West
8. Windhoek East
9. Windhoek Rural
10. John Pandena